# Дрвеник-Велики
Дрвеник-Велики (хорв. Drvenik Veliki, итал. Zirona Grande), также употребляется название Дрвеник-Вели — остров в Хорватии, в жупании Сплит-Далмация. Расположен в центральной Далмации, приблизительно в 1,8 км от материкового побережья.

## География

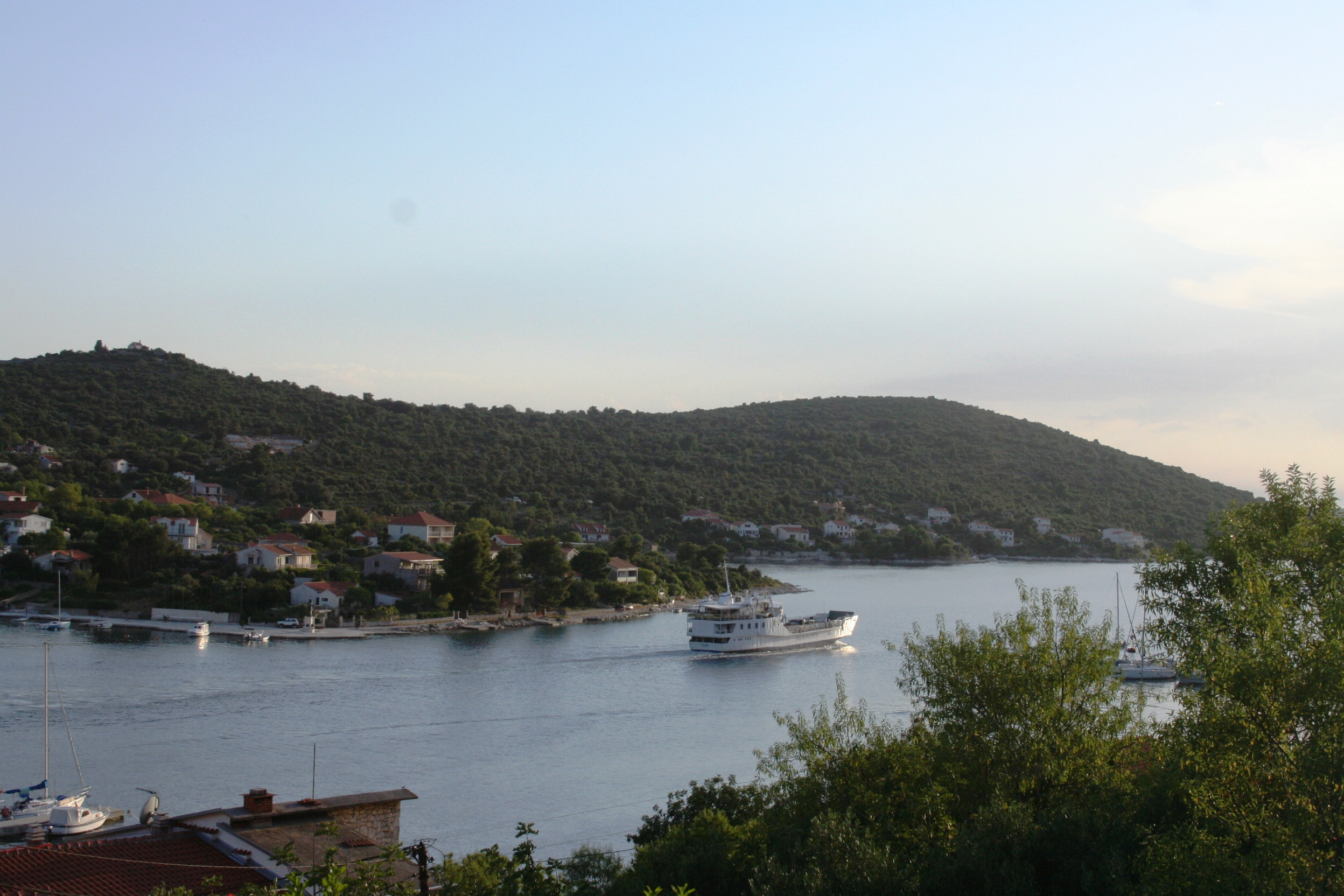

Дрвеник-Велики находится к северо-западу от острова Шолта, к юго-западу от острова Чиово и к востоку от острова Дрвеник-Мали.
Площадь острова — 12,07 км², береговая линия — 23 км. Высшая точка острова имеет высоту 178 метров над уровнем моря.

## Население
Население насчитывает 168 человек по переписи 2001 года. Почти все жители проживают в деревне Дрвеник-Велики, которая связана со Сплитом паромным сообщением. Население занято в сельском хозяйстве, рыболовстве и туриндустрии.